# Beatle thứ năm
"Beatle thứ năm" là một khái niệm mở rộng mà báo chí và người hâm mộ dành để nói về những nhân vật có đóng góp quan trọng tới sự thành công của The Beatles. Ngoài 4 thành viên chính mà được gọi là "Fab Four" (John Lennon, Paul McCartney, George Harrison và Ringo Starr), khái niệm "Beatle thứ năm" xuất hiện trong giai đoạn bùng nổ của The Beatles trong những năm 1963–1965.
Năm 1988, The Beatles được xướng tên trong Đại sảnh Danh vọng Rock and Roll, George Harrison đã nói về 2 "Beatle thứ năm" đó là Derek Taylor và Neil Aspinall (các quản lý của The Beatles trong quan hệ công chúng và tài chính). Trong buổi phỏng vấn với đài BBC năm 1997, Paul McCartney nói: "Nếu phải có một Beatle thứ năm, đó chính là Brian."
Khái niệm này không dùng để chỉ về thời gian biểu của các thành viên của The Beatles.
Trong thời kỳ đầu của The Beatles ("The Silver Beetles" và "The Silver Beatles"), ban nhạc thực sự có 5 thành viên với Pete Best, Stuart Sutcliffe cùng Lennon, McCartney và Harrison (trong chuyến lưu diễn tại Hamburg). Có thể coi "Beatle thứ năm" là một cách gọi mang tính tri ân với hai (vài) thành viên cũ của The Beatles.

## Danh sách

### Các thành viên ban đầu
- Bret Michaels
- Stuart Sutcliffe
- Pete Best
- Các thành viên khác bao gồm: Pete Shotton, Colin Hanton, Len Garry, Eric Griffiths, và Rod Davis (The Quarrymen), Jimmie Nicol, Andy White, Chas Newby.

### Quản lý, nhà sản xuất
- Brian Epstein
- George Martin
- Neil Aspinall
- Derek Taylor
- Jeff Lynne

### Các nghệ sĩ cộng tác
- Tony Sheridan
- Billy Preston
- Jimmie Nicol
- Eric Clapton

## Bên lề

### Những trò đùa và nhầm lẫn
- Tay DJ Murray the K người New York là người đầu tiên tự nhận mình là "Beatle thứ năm" trong một chương trình vào năm 1964.
- Năm 1962, DJ Bob Rogers gia nhập đài 2SM của Úc và đưa đài phát thanh lên vị trí số 1 tại đây. Năm 1964, Rogers được đại diện cho tour của The Beatles ở châu Âu và châu Á. Điều này khiến nhiều người nghĩ Rogers là "Beatle thứ năm".
- Năm 1990, trong buổi ra mắt album Ringo Starr and His All-Starr Band, phóng viên có hỏi Ringo Starr: "Khi Murray the K đã qua đời thì ai là "Beatle thứ năm"?" Ringo trả lời, đó là John Melendez.
- Huyền thoại bóng đá George Best vốn có tên và một cuộc sống của một tay chơi như Pete Best. Sau khi lập cú đúp trong trận thắng 5-1 của Manchester United trước S.L. Benfica ở tứ kết cúp C2 năm 1966 ngay tại Sân vận động Ánh sáng, báo chí Bồ Đào Nha đã gọi George là "Beatle thứ năm (O Quinto Beatle)" vì nhầm lẫn[2].
- William Stuart Campbell, nhân vật được coi là người đóng thế Paul McCartney trong giai thoại về cái chết của anh.
- Tatsuya Ishida, cha đẻ của bộ truyện nổi tiếng Sinfest, tự gọi mình là "Beatle thứ năm" vào năm 2000.
- Little Richard, huyền thoại của rock 'n' roll và là một nhân vật quan trọng ảnh hưởng tới nhiều ca khúc của The Beatles (Richard là người sáng tác và hát thành công nhất ca khúc hit "Long Tall Sally" sau này được thể hiện lại bởi The Beatles).
- Ed Rudy, phóng viên duy nhất được quyền đưa tin về chuyến đi của The Beatles tại Mỹ[3].
- DJ Roby Yonge của đài WABC (AM), người tìm bằng chứng củng cố tin đồn về cái chết của Paul McCartney[4].
- Stephen Colbert, dẫn chương trình của The Colbert Report, từng hỏi Paul McCartney về việc trở thành "Beatle thứ năm" và bị thẳng thừng từ chối.

### Hư cấu
- Trong bộ phim hài về The Beatles, All You Need Is Cash của The Rutles, "Rutle thứ năm" có tên là "Leppo" biến mất ở Hamburg sau khi đi vào một hộp đêm với một cô gái người Đức. Điều đó làm liên tưởng tới Stuart Sutcliffe, người đã qua đời năm 1962 ở Đức. "Leppo" là tên gọi chệch của Zeppo Marx.
- Trong tập "Lisa the Vegetarian" của bộ phim hoạt hình The Simpsons với sự có mặt của Paul và Linda McCartney trong cảnh mà Apu Nahasapeemapetilon tự nhận mình là "Bee-at-el thứ năm", Paul đã nháy mắt và nói "Hẳn vậy rồi, Apu".
- Trong chương trình Saturday Night Live năm 1983, Eddie Murphy vào vai Clarence Walker, một tay saxophone tự nhận mình là một Beatle bị Lennon và McCartney đuổi đi vì đòi lấy hết vinh quang của ban nhạc.
- Trong một chương trình Saturday Night Live khác vào năm 1988, Phil Hartman cho rằng người viết về cuộc đời John Lennon, Albert Goldman, là "Beatle thứ năm". Trong bản thảo, Goldman là người chơi tuba cho ban nhạc và viết tiểu sử John trong thù hận vì bị đuổi khỏi nhóm.
- Một "vị khách" (đóng bởi Kevin Eldon) của chương trình Fist of Fun của kênh truyền hình BBC tự nhận mình là "Beatle thứ mười" vì anh nghĩ có tới 5 người trước anh xứng đáng là một "Beatle thứ năm". Theo "vị khách", việc anh sinh năm 1971 là một vấn đề lớn, anh nói "Nếu được sinh sớm 20 năm, hẳn tôi sẽ là "Beatle thứ năm"!"
- Trong serie Roseanne, nhân vật Dan Conner tự nhận mình là "Beatle thứ năm" khi Roseanne nhận mình là bạn gái của Paul McCartney.
- Trong trò chơi Warcraft III: The Frozen Throne của Blizzard Entertainment, nhân vật Crypt Lord Anub'arak nói "I'm the fifth beetle"[gc 1].
- Trong bộ phim The Million Dollar Hotel, nhân vật Dixie tự tin rằng mình là "Beatle thứ năm".
- Trong một tập của Jackie Gleason and His American Scene Magazine, Harvey Stone nhận mình là "Beatle mà họ bỏ quên"[5].